# Pancrácio de Antioquia
Pancrácio (em latim: Pancratius) foi um oficial romano do século IV, ativo sob o imperador Constâncio II (r. 337–361). Nativo de Antioquia, filho de um famoso reitor de nome desconhecido e contemporâneo e companheiro de Libânio em sua época de pupilo. Libânio informa que antes de 360, ele ocupou algum ofício. Em 364, Pancrácio queixou-se por ser inscrito na terceira classe de senadores (a classe do pretor) sob alegação de que sua pequena propriedade e consideráveis despesas justificavam a inclusão na última classe. Talvez seja identificável com o oficial homônimo ativo décadas depois.